# Raphana
Raphana war eine antike griechisch-römische Stadt der Dekapolis.
Sie ist vermutlich identisch mit dem biblischen Ort Raphon (Ῥαφών), an dem der ammonitische Feldherr Timotheos von Judas Makkabäus geschlagen wurde (1 Makk 5,37 ).